# 32037 Deepikakurup
32037 Deepikakurup è un asteroide della fascia principale. Scoperto nel 2000, presenta un'orbita caratterizzata da un semiasse maggiore pari a 2,4416808 UA e da un'eccentricità di 0,1825094, inclinata di 2,24915° rispetto all'eclittica.